# Chujiro Hayashi
Chujiro Hayashi (林忠 次郎, Hayashi Chūjirō ; Tokio, 15 september 1880 – aldaar, 11 mei 1940) was de laatste reikimeester die Mikao Usui volledig heeft opgeleid.

## Kennismaking met reiki
Chujiro Hayashi studeerde in 1902 af aan de Japanse marineacademie en werd vervolgens scheepsarts bij de havenpatrouille-eenheid in de Russisch-Japanse Oorlog (8 februari 1904 - 5 september 1905).
In 1918 werd hij benoemd tot bevelhebber van de haven van Ominato (het huidige Mutsu). Hier ontmoette hij Kanichi Taketomi, reikimaster en de latere derde president van de Usui Ryoho Gakkai, en toentertijd hoofd van de generale staf.
Chujiro Hayashi heeft twee zaken verricht die van sterke invloed zouden worden binnen de reiki.
- Het inbrengen van de vaste handposities
- het opleiden van Hawayo Takata tot reikimaster.

Onderzoekers als Chris Marsh, Frank Arjava Petter en Hiroshi Doi geven aan dat vooral dit laatste een breuk veroorzaakte tussen hem en zijn leraar, Mikao Usui.
In 1935 ging Hayashi met zijn gezin in Tokio wonen. Ondertussen was hij getrouwd met Chie (geboren in 1887) en hadden ze twee kinderen: Tadayoshi en Kiyoe.
In Tokio opende hij zijn eerste reiki-kliniek met in totaal 10 ligplaatsen waar patiënten steeds door twee reikibehandelaars werden behandeld. Tegelijk opende hij zijn eigen stichting: de 'Hayashi Reiki Kenkyu-Kai'.
Aangezien hij arts was benaderde hij reiki meer vanuit de fysische kant in plaats van de spirituele kant zoals Mikao Usui dit deed. Zo maakte hij gedetailleerde aantekeningen van zijn behandelingen en plaatste daar verschillende handposities bij. Dit handboek is verdeeld over 9 hoofdstukken en gaat over behandelingen van ziekten, kwalen en afwijkingen.
In 1940 werd Hayashi als reserve-officier bij de Japanse Keizerlijke Marine opgeroepen voor militaire dienst aangezien Japan betrokken was bij de Tweede Wereldoorlog. Dit weigerde hij. In notities beschrijft hij dat hij als reikimaster het niet kon verkroppen om mensen te gaan doden.
Op 11 mei 1940, in een ceremonieel gewaad gestoken en zittend in de lotushouding, pleegde hij harakiri. Dit gebeurde in zijn woning te midden van zijn familie, Hawayo Takata en enkele studenten.
Hayashi heeft in totaal elf studenten zijn reikisysteem doorgegeven, waaronder zijn vrouw Chie Hayashi, Chiyoko Yamaguchi, Hawayo Takata, Shouoh Matsu en Tatsumi. Na zijn overlijden heeft zijn vrouw zijn kliniek voortgezet en werd zij de tweede president van de Hayashi Reiki Kenkyukai.
In 2003 bracht Frank Arjava Petter het handboek van Chujiro Hayashi uit.